# سفید شمالگان
سفید شمالگان (نام علمی: Pieris angelika) گونه‌ای پروانه است که در تیره کاهی‌بالان و سرده پروانه‌های سپیدباغی قرار دارد.

## زستگاه
- یوکان، نواحی شمال غرب، بریتیش کلمبیا و آلاسکا